# New Delhi Challenger 2007
Il New Delhi Challenger 2007 è stato un torneo di tennis facente parte della categoria ATP Challenger Series nell'ambito dell'ATP Challenger Series 2007. È stata la 3ª edizione del torneo e di è svolta quattro anni dopo l'edizione precedente. Si è giocato a Nuova Delhi in India dal 26 novembre al 2 dicembre 2007 su campi in cemento. La settimana successiva si è svolto il New Delhi Challenger 2 2007.

## Vincitori

### Singolare
Aisam-ul-Haq Qureshi ha battuto in finale  Jae-Sung An con il punteggio di 7–5, 6–4.

### Doppio
Rik De Voest /  Wesley Moodie hanno battuto in finale  Rohan Bopanna /  Aisam-ul-Haq Qureshi con il punteggio di 6–4, 7–6(4).